# 高樹鄉
22°49′35″N 120°36′03″E / 22.8264555°N 120.6007051°E
高樹鄉（臺灣客家語南四縣腔：goˊ su hiongˊ）位於臺灣屏東縣北部，位處屏東平原東北部，除東南方的丘陵外，全境均屬高屏溪眾多支流所沖積而成的平原，地勢平坦，東有中央山脈阻隔，氣候上屬熱帶季風氣候，年均溫約28℃，年雨量約2500公釐。高樹鄉屬六堆中的右堆，居民以客家人為主，客家人口約佔全鄉56%左右。
居民產業以農業為主，近年來觀光業也頗有發展，有部分地區被劃入茂林國家風景區的範圍，為茂林國家風景區的門戶，目前屏東縣政府正探勘溫泉，即將成為高屏地區交通最便利及距離高雄市、屏東市最近之溫泉觀光區，並擬規劃為觀光休閒區。

## 歷史

### 鄉區沿革
高樹鄉為台灣原住民排灣族、馬卡道族的故地，昔日大澤機社極有可能坐落此處。乾隆時期實施守隘、屯番政策，高樹鄉位於番界線上，屬北坪，故有不少平埔原住民移入。
高樹鄉於清代隸屬鳳山縣。日治初期先隸屬阿猴廳港西上里高樹下庄，後改隸屬高雄州屏東郡，分東振新區及加蚋埔區。1920年台灣地方改制，在此地設置「高樹庄」，劃歸高雄州屏東郡管理。戰後初期劃設高雄縣屏東區，1950年改隸屏東縣至今。
鄉名稱為高樹，其來由依高樹鄉志(劉康錦,1981)，係因早年庄頭有木棉一株，其樹甚高，分支十八盞，形如車蓋冠於群樹，故取之以為庄名之。鳳山采訪冊記載本庄地名為「高士阿」，係「高樹下」的客語發音直譯為臺語的書寫方式。
約在1737年（乾隆二年）時開始有地主招募福建、廣東一帶的客家佣工來此墾植，並在船斗庄(已滅庄)建有一大租館，名稱「東振館」，總居人數有三百餘戶之多，後因水患，船斗庄租館流失後，居民向東遷移形成一新聚落，名曰「東振新庄」，至清朝同治辛已年，因荖濃溪洪水氾濫，流失西北面一帶之良田數千甲，部落內之房屋亦多故被毀，不克居住，住民乃遷徙至「大車路」（現今高樹市區）重建家園，共有二百餘戶。其名曰大車路者，蓋以其路甚寬，可容牛車數輛並行之故也。

### 各村沿革

#### 客語優勢村落

##### 高樹市區
高樹村與上長榮地區構成，居民多由老庄（東振新庄）遷來，舊名「大車路」，為高樹市街所在，有台22線、台27線及市道181號交會於高樹市區，為屏東平原交通要地之一，屏北平原與高屏山麓地區之商業活動與農產品交易中心，擔當茂林國家風景區的門戶。此外，高樹市區醫療院所數量眾多、密度極高，提供高屏山麓平原交接地區重要醫療服務，為屏北平原與高屏山麓地區的地區醫療中心。

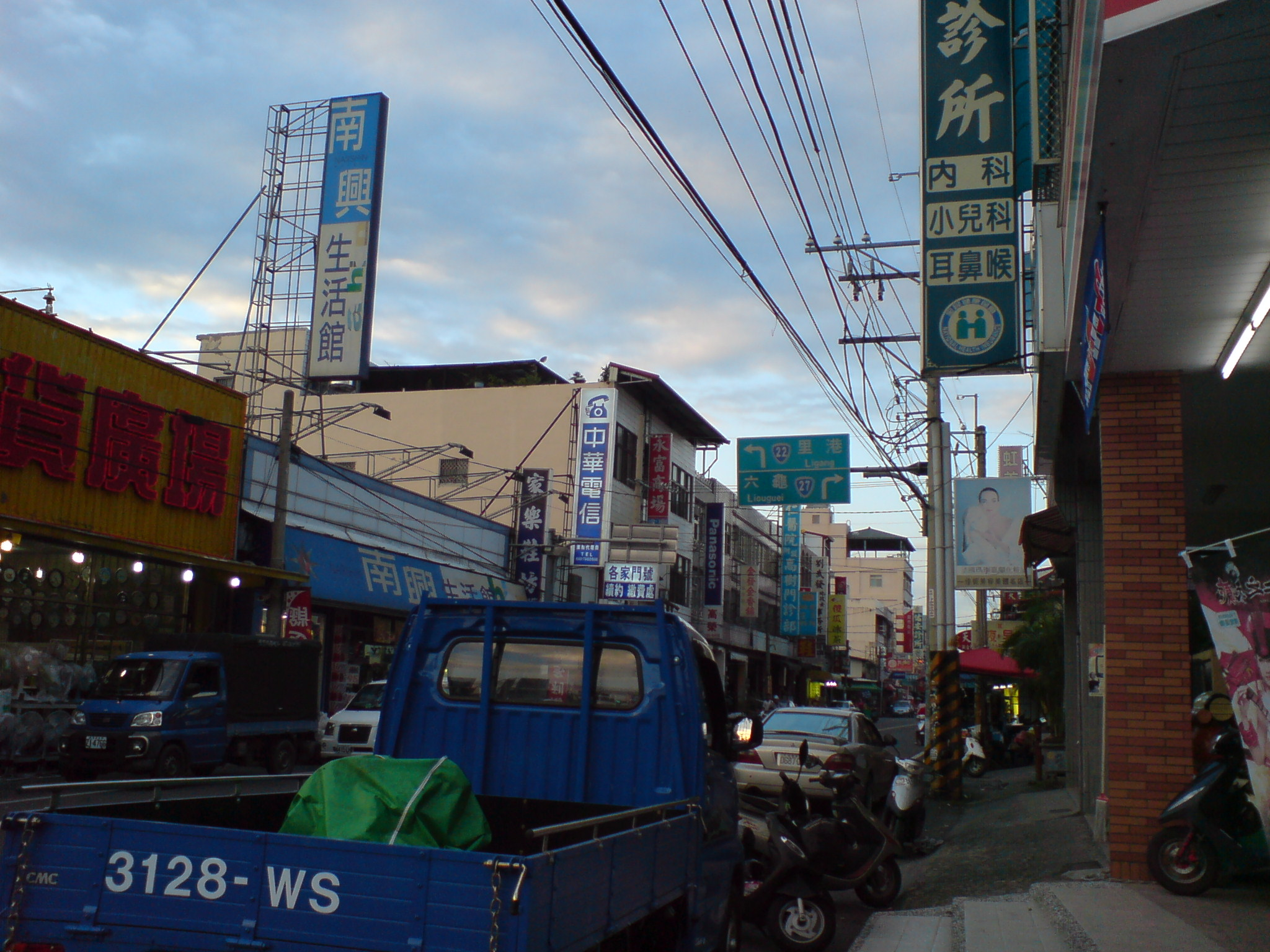
高樹市區街景

##### 東振
本村舊名為老庄 ，後改稱東振新，為高樹鄉最早開庄之村，先民來自廣東梅縣、蕉嶺一帶。初居於鹽樹村公館新庄，九十餘年前因村莊為洪水沖失，遂遷至東振新庄。建庄時築有東西兩大柵門及南北各一小柵門，並於西柵門達一土地公廟（伯公），由十八伙房輪流年祭。居民大部份為客籍，務農為主，與東興村之淵源最深，以梁、楊為大姓。1956年（民國四十五年），大陳義胞遷入本村（第二新村），共有13鄰 

##### 東興
本村舊名東振新，又名老庄，為高樹鄉最早開庄之村，客家人稱為老新庄 ，閩人則稱為舊新庄 。本與東振村合庄，清末老新庄 遭洪水沖毀變為水流庄後，部份居民漸向東移，致人口增加。光復後與東振分村，以東新橋為界。先民來自廣東梅縣、蕉嶺兩地，居民均為客籍，大部份務農，民性保守，其中遷往高樹、長榮兩村從事商業發達者不少，從事販豬及屠宰業者為全鄉之冠。居民以楊、邱、梁等為大姓，共有15鄰。

##### 長榮
客家庄（高樹鄉中心四庄頭：高樹、長榮、東興、東振）。本村舊大字高樹，小字大車路，今名乃光復後由楊福壽先生與楊鳳祥先生共同議定，取其長久與興隆之義。居民亦由東振新移居而來，日據時代高樹村為第一堡，本村為第二堡，光復後正式建置至今，建庄歷史約九十餘年。有本庄及南郡庄、私埤三部落，居民多屬客籍，以從事農耕及商業為主，外鄉人士移居本村者亦不少，楊、賴、邱等姓為大姓，共有14鄰。

#### 大路關客語優勢村落

##### 廣福
舊名「舊大路關」、「河壩」，清朝時期與廣興村同村，大約一百六十餘年前，由於河水氾濫，始分為舊大路關與新大路關（廣興）。 信仰中心為順天宮，順天宮是大路關分庄後所建的廟宇，主祀天上聖母。本村先民來自廣東梅縣一帶，最初居於里港武洛，其後遷至鹽埔，再出鹽埔遷至大路關。本村原屬鹽埔鄉轄，因隘寮溪河水阻礙交通，經鍾貴和先生等陳情行政院，獲准於1950年（民國三十九年）改隸高樹鄉。居民皆屬客籍，大多務農，以鍾姓人氏居多，共有12鄰。大路關石獅公為大路關早期守護神，其中第三隻石獅為媽祖指示建造，獅老二因屁股被南華村民破壞變成一個洞，使其失去靈性，獅老大現安座於順天宮旁。 

##### 廣興
原名大路關，與廣福分村時，稱為「新大路關」，以別於「老大路關」。又名「坪頂」，蓋某地多丘陵，中有一低平小山。本村與廣福原屬一庄。水毀庄後與大路關分庄，有鍾恩郎率領十三戶人家遷居與此。廣興村信仰中心為三山國王廟，為大路關庄 最早的奉祀神祇，原舊廟因口社溪洪水氾濫沖毀，且隨著大路關分庄 ，王爺公金身移駕至新大路關。大路關恩公廟是因大路關早期與附近村莊起衝突，後建小祠供奉，遂於1998年（民國八十七年）重建竣工。日據時代屬鹽埔鄉，民國39年改隸高樹鄉。居民皆屬客籍，泰半務農，以鍾姓人氏居多，亦是鄉土文學作家鍾理和故居，共有15鄰。

#### 臺客通用村落

##### 新豐
屏東縣最北端之聚落，是縣道185號（沿山公路）的起點，以山產著稱，為橫跨高、屏兩縣和濁口溪（荖濃溪支流）兩岸之聚落，近來許多退休人士選擇此處享受退休生活。本村原名尾寮，先民來此開墾時，為工作方便及防族群侵襲，搭建隘寮以安身及瞭望，因其設在最後故名尾寮。光復後改名為新豐，取欣欣向榮、豐衣足食之意。本村居民大多因船肚庄被水流失後，北遷開墾所建居，由於族群糾紛，清時曾派陶君文領兵屯居石頭營，以保護居民之安全。本村居民閩、客各半，相處和睦，以務農為主，潘、陳兩姓居多。其中客籍多來自桃園中壢、新竹關西、苗栗頭份一帶，閩籍則來自鹽埔、西瓜寮、加蚋埔、赤山等地，散居於大小十八部落，共有22鄰。

##### 舊寮
相傳先民初至其地開墾時為了工作方便，於其地蓋一處茅寮（草寮）後來開墾至對岸時，又蓋一處茅寮，遂將原先之茅寮稱為舊寮，新建之茅寮稱為新寮。先民大約於道光年間由福建漳州等地遷來，初居船肚，後有柯、林、蔡、塗等四姓人家十餘戶遷居至此。居民多屬閩籍，大多務農，以陳、柯為大姓，共有17鄰。

##### 司馬
本村昔為舊寮庄之一部份，古稱思覓安，俗稱司馬安庄，為番界線所在地，故命名為司馬村。先民亦於道光年間出福建輾轉遷來，民三十九年行政區域調整，改為司馬村。居民均屬閩籍，以務農為主，陳、林為大姓，共有12鄰。

##### 菜寮
本村先民於1830年（道光十年）左右自福建來台，初居船肚，其後由於閩客糾紛，劉連奎乃帶領劉姓人氏首先移居於此。後客籍之廖、賴兩姓人家亦因水權糾紛由舊寮遷來，以種菜為生，乃漸形成上菜寮與菜寮兩部落。1887年（光緒十三年），部份原居大埔之居民受水災侵襲移居本村西南，稱為上大埔（龍眼腳）。日治時代將三部落合併為菜寮村迄今。本村居民多為閩籍，務農為生，以劉、廖、賴、陳姓居多，共有12鄰。

##### 大埔
早期高樹鄉最大的村落，有龍眼腳、中庄仔、埔頭仔（內有早期移民浙江大陳義胞居民）三個小村落。高樹鄉先民約一百五十餘年前由廣東嘉應、大埔一帶遷移而來，始居於大埔頭，後因1898年（光緒二十四年）七月十四日荖濃溪洪水氾濫，村庄被水流失，乃遷至中大埔及上大埔、建興等地定居。1956年（民國四十五年）大陳義胞撤退來台，部份定居於本村（大陳第一新村）。本村居民閩客各半，臺客語通用，而風俗多從容俗，以務農為主，劉、楊、張姓居多數，共有11鄰。以1785年（清乾隆五十年）間安奉的三山國王廟為信仰中心。

##### 建興
本村舊名大崗上或石南，蓋某地多石崗為荒涼未開發之石埔地，又名溪埔仔。由於居民刻苦經營，使其地面目一新，1953年（民國四十二年）由溫老鄉長暮春命名為建興村。先民多由廣東、福建輾轉遷來。分為大崗上、青埔尾、大路關寮三部落，居民閩客各半，大多務農，以鍾、楊、黃、廖等姓居多，共有14鄰。

#### 臺語優勢村落

##### 田子
本村原名「清涼庄 」，庄頭為頂庄仔，客家人稱為田子腳，故名田子村。先民多孫於清乾隆年間由福建漳州遷來，初居於船肚。其後因洪水沖毀田地、房屋、無法安居，遂有潘、邱、林、楊、許五姓四十餘戶人家移居現址，居民均為閩籍，以務農為生，以許、邱、陳、林為大姓，共有15鄰。

##### 鹽樹
舊名「鹽樹腳」，先民由公館遷居於此時，村落中有一片鹽仔樹（鹽巴樹）林，1764年（乾隆二十九年）鳳山知縣王瑛曾撰的《重修鳳山縣志》記錄為「鹽樹腳庄」，為高樹鄉最早開發地區之一，該村「新厝北宸宮」與內埔鄉黎明村（黎頭標庄）有宗教淵源（玄天上帝）。本村先民多由福建省漳浦縣輾轉遷來，初居於公館，後因公館居民共有十三部落，臺、客語言不通、風俗習慣不同；加以洪水流失不少土地，遂由陳立帶領四十戶人家首先移居鹽樹。後來埔羌崙、船肚、麻六甲等地之居民亦漸遷至，形成高樹鄉昔日之行政及商業中心。居民都為閩籍，務農為主，以鄭、柯、陳為大姓，1956年（民國四十五年）大陳義胞遷入，居於第三、第四、第五新村，共有22鄰。

##### 新南
舊名「新南勢」，居民多主要從舊南勢（南華村）移居而來。又名埔羌崙，乃蒲羌茂生之小崗阜，故以命名，因地處高樹鄉南境，有向南發展之新氣象，故取新南為村名。先民來自福建漳州、同安一帶，初居於今第三公墓溪旁，後因族群糾紛漸移居於現今之新南本庄。其後，埔羌崙、中崙、麻六甲及里港一帶居民受洪水之患，亦向新南、大邱園(大塊之埔地)、公館園遷移，遂形成大部落。居民多為閩籍，務農為生，以陳、鄭為大姓，共有12鄰。

##### 南華
1764年（乾隆二十九年）鳳山知縣王瑛曾撰的《重修鳳山縣志 「新大路關」 》記錄為「大澤機庄」。村舊名舊南勢，戰後溫老鄉長慕春命名為南華，取向南發展之意。本村原為馬卡道族原住民所居之地，清時福建永春陳姓家族首先遷入，與當地族人發生衝突，又與大路關人不睦，時有械鬥，歷時甚久。日本時代隸屬加蚋埔庄第七堡，戰後正式建置迄今。居民多為閩籍，務農為主，部份居民利用舊南勢河從事種植，以陳、辛兩姓為大姓，共有14鄰。

##### 舊
舊名「老阿拔泉」。源泉村人由舊庄分出，故稱以前之庄頭為舊庄。本村先民多於乾隆年間出福建泉州移居而來，初居於船肚，1882年（光緒八年）船肚洪水為患，乃遷移至此。日本時代與田子合為一堡；當時舊庄有台糖鐵路經過，於現今舊庄福德祠曾遭到飛機掃射，當時多人受傷，而其中因為沒搭乘到客運到屏東而決定轉搭台糖火車的三位女子身亡。戰後正式建置至今。居民多為閩籍，務農為生，近年來從事蔬果種植者不少，以楊、洪、黃為大姓，共有12鄰。

##### 源泉
舊名「新阿拔泉」，現以臺語「阿拔泉」稱之。本村先民多由福建泉州輾轉遷來，立庄大約一百餘年，在未開墾之前在今玄天上帝廟後，有一片縱橫數甲之野生番石榴（拔仔）園，是以取石榴之音命名。日治時代稱為阿拔泉，光復後與溪埔分村，因番石榴園終年自出泉水，源源不絕，故由溫老鄉長慕春命名為源泉村。居民多為閩籍，以務農為主，盧、陳、林、楊等姓居多，共有11鄰。

##### 泰山
高樹鄉第二大聚落，舊名「加蚋埔」，明鄭時代及清朝時先後為「大澤機社」、「武洛社」遷居地，現係平埔原住民馬卡道族居住地，保有「加蚋埔公廨夜祭」文化，水質優良純淨。本村居民近年來多種植水果，以「泰山山泉水」聞名南台灣，「泰山芋頭」、「泰山鳳梨」、「泰山鳳梨醬」為當地優質特產。居民以潘、李兩姓為大姓，共有26鄰。

## 地理

### 位置
位於屏東平原之東北端，東經120°33'（新南村）至120°43'（新豐村）、北緯22°46'（廣興村）至22°52'（新豐村）。東連中央山脈與三地門鄉為界；西倚荖濃溪，北以濁口溪與高雄市美濃區、六龜區、茂林區隔河為界，南以隘寮溪（新南勢溪）與里港鄉、鹽埔鄉為鄰。除東面連接山區外，其餘三面，皆有溪流環繞。
高樹鄉與里港鄉之間，原無河流阻隔，交通可以暢通。1930年（昭和五年），為整治下淡水溪，乃將隘寮溪及武洛溪杜塞，另自舊高樹大橋以下開鑿新河道，導引前兩溪之河水洩入里港鄉土庫二重溪，而成現今之情況。
高樹鄉地形，東南面屬恆春丘陵之一部分；其餘皆為下淡水溪水系諸河川沖積而成之肥沃平原。 :17

### 氣候
高樹鄉之氣候屬於熱帶季風氣候，每年平均氣溫約為攝氏28度。全年氣溫變化不大，四季劃分不甚顯著。年平均雨量約為2,500公厘。其中五至九月為雨季，降雨量最多，佔全年降雨量之五分之四。夏季多西南風，冬季多東北風。氣溫高時，常有驟雨（西北雨），雨過則涼爽。夏秋之間，由東南方吹來之颱風，因東邊中央山脈阻擋，故風勢不大，鄉人俗稱颱風尾。:17-18
| 月份   | 平均溫度(°C) | 降雨量(公厘) | 降雨日數 | 平均相對溼度(%) | 日照時數(小時) |
| ------ | ------------ | ------------ | -------- | --------------- | -------------- |
| 一月   | 16~18        | 50           | 2.5~5    | 80              | 125~150        |
| 二月   | 16~18        | 50           | 5        | 80              | 125            |
| 三月   | 18~20        | 50           | 5        | 80              | 200            |
| 四月   | 22~24        | 50~100       | 5~10     | 80              | 200            |
| 五月   | 26           | 300          | 10~15    | 80              | 200            |
| 六月   | 26~28        | 500~700      | 10~15    | 85              | 175~200        |
| 七月   | 26~28        | 500~700      | 10~15    | 85              | 150~175        |
| 八月   | 26~28        | 600~800      | 15       | 80~85           | 175            |
| 九月   | 26~28        | 300~500      | 10       | 80              | 175            |
| 十月   | 24~26        | 100~200      | 5        | 80~85           | 150            |
| 十一月 | 22           | 50           | 2.5~5    | 80              | 125~150        |
| 十二月 | 18           | 50           | 2.5      | 80              | 150~175        |
| 年平均 | 24~26        | 2,000~3,000  | 75~100   | 80              | 1,500          |

### 土壤
高樹鄉之土壤屬屏東縣土系高樹系。本系之土壤為由砂岩風化物沖積而成；地勢稍高，接近山邊峽谷為沖積扇，土體不厚，質地多粗，底土輕鬆多沙，底層多圓形砂岩石礫，及少部分扁平粘板岩；表土呈中酸至微鹽基酸，底土呈微酸至微鹽基酸性。其土型可分為砂質壤土、粘質壤土及坋質壤土三類，茲將其分佈及概性略述如下：
1. 高樹砂質壤土：分佈於高樹鄉東北尾寮東一帶，沿平頂山腳下延至青埔尾；加蚋埔，向南至舊大路關之東，西南至舊南勢，西至新南勢、舊庄西南。地勢平坦，排水良好，土層內每混有礫石。分佈面積約為69.4平方公里
2. 高樹粘質壤土：分佈於高樹鄉之北，舊寮、尾寮、菜寮、大埔、東振新、福田、中大埔、龍眼腳、青埔尾之南；高樹鄉之南至南郡私埤、舊庄；田子之西達新埔羌崙，近至新南勢一帶之平坦地區。排水良好，灌溉便利。分佈面積約為19.1平方公里。
3. 高樹坋質壤土：分佈於田子之北、鹽樹之東、東振新之南一代微傾斜地，排水尚可，灌溉便利。分佈面積約為3.5平方公里。 [5]:19

### 人口
根據屏東縣里港戶政事務所統計，2024年底高樹鄉戶數約9.1千戶，人口約2.2萬人，鄉內人口最多與最少的村分別是高樹村與東振村，2024年底兩村人口分別為2,314人與583人。
1972年，高樹鄉人口達到37,008人的巔峰值，但此後開始減少。境內以河洛人及客家人等漢族為多，亦有臺灣大陳人的眷村，而原住民族尚有待中央政府修法認定的平埔原住民，主要為馬卡道族 ，其餘原住民族則有排灣族。各族群分布，漢族河洛人居住在南華、舊寮、田子等地，漢族客家人多在高樹、東振、東興、廣福、廣興等數村，平埔原住民族馬卡道族則以泰山村加蚋埔為主。高樹鄉雖屬高屏六堆地區，但如今使用臺語人口已高於客語人口。
高樹鄉與屏東縣其他地區相同，面臨嚴重人口老化與少子化的問題，2024年底時，高樹鄉人口中有7.24%是0至14歲人口，65.03%是15至64歲人口，27.73%是65歲以上人口，是屏東縣老年人口佔比最高的行政區。

## 政治

### 歷任首長
| 任屆 | 鄉長   | 備註                           |
| ---- | ------ | ------------------------------ |
| 1    | 溫慕春 | 由高樹鄉民代表會選出，任期二年 |
| 2    | 溫慕春 | 連任，任期二年                 |

| 任屆 | 鄉長   | 黨籍       | 備註                      |
| ---- | ------ | ---------- | ------------------------- |
| 1    | 溫慕春 |            | 任期二年                  |
| 2    | 溫慕春 |            | 任期二年                  |
| 3    | 楊讓麟 | 中國國民黨 | 任期三年                  |
| 4    | 曾貞郎 | 中國國民黨 | 任期四年                  |
| 5    | 曾貞郎 | 中國國民黨 |                           |
| 6    | 梁鼎玉 | 中國國民黨 |                           |
| 7    | 劉康錦 | 無黨籍     |                           |
| 8    | 劉康錦 | 中國國民黨 |                           |
| 9    | 劉錦鴻 |            |                           |
| 10   | 劉錦鴻 |            |                           |
| 11   | 洪華秤 | 中國國民黨 |                           |
| 12   | 王樹圍 | 無黨籍     |                           |
| 13   | 洪華秤 | 中國國民黨 |                           |
| 14   | 王樹圍 | 無黨籍     |                           |
| 15   | 王樹圍 | 無黨籍     |                           |
| 16   | 廖文賢 | 無黨籍     |                           |
| 17   | 廖文賢 | 民主進步黨 | 民選首任 民主進步黨籍鄉長 |
| 18   | 王樹圍 | 無黨籍     |                           |
| 19   | 梁正翰 | 無黨籍     | 現任                      |

### 鄉政組織
高樹鄉公所是屏東縣高樹鄉最高層級的地方行政機關，在中華民國政府架構中為鄉自治的行政機關，同時負責執行縣政府及中央機關委辦事項。高樹鄉的自治監督機關為屏東縣政府。鄉長由全體鄉民直接選舉產生，任期為四年，可連選連任一次。高樹鄉公所並置鄉政會議，為鄉政最高決策機構，在鄉長之下，設有5課4室等9個行政單位及4個附屬單位。
高樹鄉民代表會是高樹鄉的最高民意機關，代表高樹鄉全體鄉民立法和監察鄉政。鄉民代表由公民直選選出，任期為四年，可連選連任。共有11位鄉民代表，北區選區2席鄉民代表、西區選區2席鄉民代表、中區選區4席鄉民代表、南區選區3席鄉民代表，主席、副主席由11位鄉民代表互選產生。

### 行政區

高樹鄉行政區劃圖

現今高樹鄉行政範圍的確立，來自於1950年，調整行政區域，將原屬鹽埔鄉大路關的舊大路關及新大路關納入鄉域，同時高樹鄉改隸新成立的屏東縣:25。
高樹鄉共轄19個村，其行政區域分布情形為：
- 北區：菜寮村、司馬村、舊寮村、新豐村
- 中區：高樹村、長榮村、東興村、東振村、源泉村、建興村、大埔村
- 西區：田子村、舊庄村、鹽樹村、新南村
- 南區：泰山村、南華村、廣福村、廣興村

## 經濟
根據《中華民國96年屏東縣統計要覽》，該年耕地面積為74.94平方公里，佔全鄉總面積84.46％。顯示高樹鄉至今仍為以農業為主的農業鄉。依高樹鄉公所〈98年作物生長報告表〉內所列出的作物雖然繁多，但前5大作物為檳榔、鳳梨、香蕉、棗子和蓮霧的種植面積佔總耕地面積的46.19％，故其種植作物種類有其集中趨勢。高樹鄉以農為主，且前5大作物佔有近半比例的生產狀況，故每逢天災，都會直接衝擊到而居民的生計。

## 行政機構

### 警察
- 屏東縣警察局港分局 （页面存档备份，存于）
  - 高樹分駐所：屏東縣高樹鄉高樹村興中路330號　Tel：(08)7962021
  - 泰山派出所：屏東縣高樹鄉泰山村山下路71號　Tel：(08)7956334
  - 新南派出所：屏東縣高樹鄉新南村新店路8號　Tel：(08)7962584
  - 舊寮派出所：屏東縣高樹鄉新豐村民安路1-10號 Tel：(08)7916063

### 消防
- 屏東縣消防局第一大隊高樹分隊

### 戶政
- 屏東縣里港戶政事務所高樹辦公室

### 水利
- 屏東農田水利會高樹工作站

### 林務
- 農業部林業及自然保育署屏東分署潮州工作站高樹分站

## 衛生與社會福利

### 醫療院所

#### 衛生所
- 高樹鄉衛生所

#### 醫院
- 大新醫院
- 聖恩內科醫院

#### 西醫診所
- 國仁醫院高樹門診部
- 啟賢診所
- 杏元診所
- 佑昌診所
- 佑安診所
- 仁山診所
- 寶生診所
- 嘉誠診所
- 怡仁診所
- 德樹診所（內科、腎臟科附設洗腎中心）

#### 眼科診所
- 高美眼科診所

#### 中醫診所
- 晉德中醫診所

#### 牙醫診所
- 黃牙醫診所
- 新美牙醫診所
- 救生牙醫診所

### 鄉民福利
- 生育補助津貼：設籍高樹鄉滿1年以上，每胎補助3萬元生育津貼。
- 教育費用補助：高樹鄉內國中、國小學童免繳書籍費、營養午餐費及牛奶水果費。
- 國中國小裝設冷氣：高樹鄉內國中、國小教室裝設冷氣。
- 老人津貼：重陽節，高樹鄉內65歲以上至79歲長者1500元、80歲至94歲3000元、95歲以上6000元。

## 生活

### 金融機構
- 土地銀行高樹分行
- 高樹鄉農會信用部
- 中華郵政高樹郵局（屏東28支）

### 電力
- 台灣電力公司屏東區營業處
  - 高樹服務所

### 自來水
- 台灣自來水公司第七區管理處
  - 高樹營運所

### 加油站
- 台灣中油高樹站
- 興中路加油站
- 泰山加油站
- 志明加油站
- 飛力得加油站

### 停車場
- 高樹鄉公有立體停車場

### 超市
- 全聯福利中心
- 好媳婦生鮮超市
- 高樹鄉農會超市

### 便利商店
- 7-11
- 全家便利商店
- 萊爾富

### 家電
- 大同3C服務中心
- 披西電腦
- 神技電腦

### 藥妝店
- 屈臣氏
- 葉藥局

### 飲料店
- 50嵐
- 鮮茶道
- 茶之魔手
- 吳家紅茶冰
- 回憶小時候
- 紅茶幫
- 古早味紅茶冰
- 柚子狂想
- 八車飲料店
- 鈞豐茶行
- 松本鮮奶茶

## 特色

### 環境優勢
- 水質好 - 水質甘甜澄淨無污染，尤以「泰山山泉水」聞名。
- 農作物品質好 - 稻米、鳳梨、芋頭、木瓜、蓮霧、蜜棗、火龍果有口皆碑。
- 禪修聖地 - 沿山公路新豐村大津瀑布一帶寺廟叢聚，為一宗教叢林。
- 志工多 - 志工隊數量位居全台319鄉鎮前3名。
- 今週刊評選為全台15個幸福小鎮前5名

### 鄉土凝聚
- 社區團結意識佳 - 社區居民團結，彼此互助合作，社區巡守隊數量位居屏東縣前茅。
- 社區營造運動熱烈 - 各社區熱烈發展社區特色，美化社區環境，營造美麗社區公園。
- 鄉土意識凝聚力強 - 參與鄉土事務人士多，發展觀光事業，攜手打造鄉土特有文化。

### 首屈一指
- 圖書館 - 全國第一座由鄉鎮自行建立之鄉鎮圖書館
- 衛生所 - 全國最大建築規模之衛生所
- 廣福石獅子 - 台灣本島少數擁有石獅雕像信仰之村落
- 高樹水圳系統 - 全台單一鄉鎮最完整水圳系統
- 辜嚴倬雲植物保種中心 - 全球物種最多之活體植物保種機構（至2019年7月1日止，總計蒐集計33,309種植物物種）[15]

### 屏東高樹蜜鄉國際馬拉松
自2014年舉辦第一屆後，大受好評。現為歷年鄉內重大活動，以結合在地水果特產與社區志工服務為特色。
| 屆數   | 比賽日期      | 主題              | 主場地點         | 備註             |
| ------ | ------------- | ----------------- | ---------------- | ---------------- |
| 第一屆 | 2014年1月5日  |                   | 屏東縣立高樹國中 |                  |
| 第二屆 | 2015年1月11日 | 家 42.195的距離   | 屏東縣立高樹國中 |                  |
| 第三屆 | 2016年1月10日 | 棗到人情味        | 屏東縣立高樹國中 |                  |
| 第四屆 | 2017年1月15日 | 尋棗．幸福        | 屏東縣立高樹國中 |                  |
| 第五屆 | 2018年1月14日 | 相揪來棗          | 屏東縣立高樹國中 |                  |
| 第六屆 | 2019年1月13日 | 相聚果鄉 逗陣來棗 | 屏東縣立高樹國中 |                  |
| 第七屆 | 2020年2月26日 | 新春開跑          | 屏東縣立高樹國中 | 疫情期間如期舉行 |
| 第八屆 | 2021年2月28日 | 棗回初衷 跑出自我 | 屏東縣立高樹國中 | 疫情影響停辦     |

## 交通

### 公路

#### 省道
- 台22線
- 台27線

#### 縣道
- 市道181號
- 縣道185號（沿山公路）

#### 鄉道
- 屏2線
- 屏4線
- 屏5線
- 屏6線
  - 屏6-1線
- 屏7線
- 屏8線
- 屏11線
- 屏27線
- 屏29線

#### 橋樑
境內擁有5座橋樑連結交通運輸，故又稱「大橋之鄉」、「橋樑之鄉」：
- 高樹大橋 - 位於省道台22線，連接屏東縣高樹鄉與里港鄉，可通往屏東市、高雄市鳳山區、國道三號，新橋新建為雙向4車道。
- 南華大橋 - 位於省道台27線，連接屏東縣高樹鄉與鹽埔鄉，可通往屏東市、萬丹鄉、東港鎮，新橋新建為雙向4車道，2012年1月8日由馬英九主持通車典禮並開放行車。
- 大津橋 - 位於省道台27線，連接屏東縣高樹鄉與高雄市六龜區、茂林區，可通往茂林國家風景區、南橫公路，2010年新橋竣工通車。
- 高美大橋 - 位於縣道181號，連接屏東縣高樹鄉與高雄市美濃區，可通往高雄市旗美地區、臺南市，目前新橋已興建完成，由舊橋雙向2車道新建為新橋雙向4車道（2012年完工）。
- 廣福大橋 - 位於鄉道屏27線，連接高樹鄉廣福村與廣興村的橋樑，可通往沿山公路（縣道185號）、三地門鄉、內埔鄉及屏南鄉鎮、恆春半島之捷徑。當時廣福村名為關福村，始為取「廣興」的廣、「關福」的福作為橋名，後時任中華民國副總統李登輝先生到訪，覺得關福村聽起來就是要把福氣關起來，村民因而於民國72年將村名改為大橋的名字。

### 客運
站點
- 屏東客運高樹站

路線（屏東客運）
- 8217 屏東－里港－高樹
- 8218 屏東－高樹－大津
- 8226 屏東－鹽埔－泰山－高樹

### 鐵路
鄉內原有台糖公司為搬運原料甘蔗，於1906年敷設小鐵路。自高樹大橋北端起至高樹止，共6,500公尺、高樹至青埔尾，共2,000公尺，舊庄至舊大路關，共6,000公尺。另高樹至舊寮原有鐵路3,271公尺，因近年來甘蔗種植面積銳減，台糖公司認為無存留價值，於1968年（民國五十七年）十一月拆除；而其餘路段也於後續拆除，拆除後之土地大部分供作產業道路之用。
台糖鐵路本以載運原料甘蔗為主，1952年（民國四十一年），因高樹鄉客運班車奇少，出入旅客漸多，擁擠不堪，故商請台糖公司利用小火車營運載客，通達里港、屏東。一時旅客稱便；嗣後由於乘車地點距市區太遠，且乘坐時間較久，旅客逐漸減少，至1954年（民國四十三年）停駛。 :264

### 通訊
電信
- 中華電信高樹服務中心
- 台灣大哥大電信高樹門市
- 遠傳電信高樹門市

郵政
高樹郵局（屏東28支）成立於1963年（民國五十二年）十月二十八日，租屋於南興路八九號營業。1966年（民國五十五年）五月，乃於興中路二七號自建局舍，並遷入營業。

## 教育

### 國民中學
- 屏東縣立高樹國民中學 （页面存档备份，存于）
- 屏東縣立高泰國民中學 （页面存档备份，存于）

### 國民中小學
- 屏東縣立大路關國民中小學 （页面存档备份，存于）

### 國民小學
- 屏東縣高樹鄉高樹國民小學 （页面存档备份，存于）
- 屏東縣高樹鄉新南國民小學
- 屏東縣高樹鄉田子國民小學 （页面存档备份，存于）
- 屏東縣高樹鄉泰山國民小學 （页面存档备份，存于）
- 屏東縣高樹鄉新豐國民小學 （页面存档备份，存于）

### 幼兒園
- 高樹鄉立幼兒園
- 屏東縣高樹鄉高樹國民小學附設幼兒園
- 屏東縣高樹鄉舊寮國民小學附設幼兒園
- 屏東縣高樹鄉田子國民小學附設幼兒園
- 屏東縣高樹鄉泰山國民小學附設幼兒園
- 高樹小太陽幼兒園
- 鳳成幼兒園

### 圖書館
- 屏東縣高樹鄉立圖書館 - 全國第一座鄉鎮圖書館 （页面存档备份，存于）

### 社會教育
- 高樹社會教育工作站
- 屏東社區大學高樹分班
- 高樹數位機會中心

## 旅遊

### 自然名勝
- 大津瀑布 （页面存档备份，存于）
- 大津風景區
- 尾寮山登山步道
- 溫泉 - 探勘中，如開發將是高屏地區交通最便利及距離高雄市、屏東市最近之溫泉觀光區
- 新豐國小十月賞灰面鵟鷹
- 蝴蝶先生蔡百峻的高樹鄉蝴蝶緣生態寫真休閒農場
- 唐式古風建築的美麗小學 - 新豐國小 （页面存档备份，存于）
- 淨心居
- 屏東賽嘉滑翔飛行場

- 不動寺
- 蓮雲寺
- 廣修禪寺
- 高樹寶蓮禪寺

### 文化古蹟
- 大路關恩公廟
- 大路關石獅公
- 加蚋埔公廨
- 高樹忠勇公墓
- 高樹水圳文化（全台灣最完整的水圳） - 阿嬤洗衣場
- 東振開伯公榕樹公園（東振伯公水岸）
- 大路關（廣興）鍾理和故居
- 梁家古厝
- 楊家古厝
- 高樹菸樓
- 大陳義胞聚落
- 陳家古厝

### 人文活動
- 高樹鄉大埔村農產品生產合作社
- 高樹元氣館
- 新豐休閒農業區
- 辜嚴倬雲植物保種中心 （页面存档备份，存于）：世界規模最大的熱帶植物保種中心
- 辜振甫先生墓園
- 新豐河堤公園（花炫河堤）
- 屏東縣地方產業交流中心 - 高樹元氣館
- 賽嘉航空公園(廣興村)
- 南華輕航機飛行場
- 高樹鄉藝文廣場 （页面存档备份，存于）
- 津山觀光農園 （页面存档备份，存于）
- 山湖觀高爾夫球場 （页面存档备份，存于）(廣興村)
- 泰和農場(源泉村)
- 大路關（廣福）石獅公園 （页面存档备份，存于）
- 東振和平公園
- 高樹鄉休閒自行車道
- 加蚋埔（泰山村）馬卡道公廨夜祭(泰山村)
- 大路觀主題樂園(廣興村)
- 高樹鴻旗休閒有機農場(泰山村)
- 慈惠善導書院 （页面存档备份，存于）

### 夜市
- 高樹夜市 - 逢週三、週六，於高樹市區慈雲寺（大廟）商展

### 廟宇
- 高樹村
  - 慈雲寺 本尊：本師釋迦牟尼佛
- 長榮村
  - （南郡）太子殿 主祀：中壇元帥
  - 延平郡王祠 主祀：延平郡王鄭成功
  - 東隆宮（高樹鄉私埤庄福德祠）主祀：福德正神
- 舊寮村
  - 北極殿 主祀：玄天上帝，創建於1911年。
  - 佛濟寺 本尊：本師釋迦牟尼佛
- 東振村
  - 廣修禪寺 本尊：本師釋迦牟尼佛，創建於1928年。
  - （埔羗頭下）東元宮 主祀：東營元帥
  - 榕堂福德祠 主祀：土地尊神，已有將近三百年歷史的東振開庄伯公廟乃是高樹開庄以來最早的伯公廟，也是高樹鄉最早開庄的村落，台灣光復後與東興分村，其完整的客家風水型伯公形式也是全台最大規模。
- 源泉村
  - 北極殿 主祀：玄天上帝，創建於1919年。
- 新豐村：
  - 北極殿 主祀：玄天上帝
  - 妙法寺 本尊：觀世音菩薩
  - 寶蓮禪寺 本尊：本師釋迦牟尼佛
  - 照明佛寺 本尊：藥師如來
  - 慈津寶宮 主祀：天上聖母，配祀方仙姑。
  - 青龍山不動寺 本尊：阿彌陀佛，與日本真言宗有關係。
- 新南村
  - （公館園）三賢宮 主祀：天上聖母
  - （新南勢）新鳳宮 主祀：天上聖母
  - （大邱園）鳳聖宮 主祀：天上聖母
  - 普陀殿 主祀：觀世音菩薩
- 菜寮村
  - 菜寮三山國王廟 主祀：三山國王，創建於1830年。
- 大埔村
  - 大埔三山國王廟 主祀：三山國王，創建於1790年。
  - （百畝新村、虎盤新村）五顯宮 主祀：五顯大帝
- 鹽樹村
  - （鹽樹）北極宮 主祀：玄天上帝
  - （新厝）北宸宮 主祀：玄天上帝
  - （南麂新村）楊府廟 主祀：楊府大神
- 舊村
  - 佛聖宮 主祀：天上聖母
  - 廣法禪寺 本尊：三寶佛
- 田子村
  - （田子）觀音廟 主祀：觀音佛祖
  - （豐田）正順廟 主祀：玄天上帝
  - （自強新村）威武廟 主祀：威武陳將軍
  - （日新新村）楊府廟 主祀：楊府大神
- 南華村
  - 鎮南宮 主祀：天上聖母，乃由北港朝天宮分香。
  - 北真宮 主祀：玄天上帝
- 廣福村
  - 順天宮 主祀：天上聖母，創建於1876年。
  - 廣福聖中廟 主祀：盤古祖師
- 泰山村
  - 泰安宮 主祀：康府元帥
  - 翠屏岩慈音寺 主祀：慈音佛祖
  - 中埔公界忠原廟 主祀：阿姆祖，馬卡道族廟宇。
- 廣興村
  - 廣興三山國王廟 主祀：三山國王
  - 廣興壇（廣興觀音廟） 主祀：觀音佛祖
  - 大路關恩公廟 主祀：義勇恩公，義民廟。
- 司馬村
  - 慧直寺 本尊：觀世音菩薩

## 特產

### 名產
- 水稻
- 高樹平地烏龍茶
- 高樹平地咖啡
- 泰山山泉水
- 檸檬
- 鳳梨
- 芋頭
- 蓮霧
- 木瓜
- 棗子
- 芒果
- 苦瓜
- 椰子
- 玉蘭花 - 全國最大產地
- 香蕉
- 釋迦
- 荔枝
- 楊桃
- 菸草
- 彩虹芭樂
- 紅毛丹

### 小吃
- 大埔青春不老隊青春釀
- 高樹阿鳳山產
- 清順山產
- 舊寮廟口正老店包子油條杏仁茶[19]
- 菜寮劉家豆花
- 泰山村鳳梨豆醬
- 廣興村廣興麵店（客家粄條）
- 廣福村大路關老麵店[20]
- 半百老店古早味
- 新真珍餐廳
- 可利屋客家菜
- 乙生火鍋城
- 老阿嬤的餐廳
- 嵐筑園庭園咖啡館
- 高樹華光路水煎餃
- Warehouse高樹倉庫咖啡 （页面存档备份，存于）
- 高樹正老牌牛肚湯
- Bogong Café 老伯公咖啡 （页面存档备份，存于）

### 藝術
- 東興紙廠客家油紙傘

## 重大刑案
- 葉永鋕事件
- 2021年高樹挖眼事件

## 外部連結
- 高樹鄉公所 （页面存档备份，存于）
- OpenStreetMap上有關高樹鄉的地理